# Puntarenas (tổng)
Puntarenas là một tổng trong tỉnh Puntarenas, Costa Rica. Tổng này có diện tích 1842,33 km², dân số năm 2008 là 118928 người..